# Joyce Carol Oates
Joyce Carol Oates (Lockport (New York), 16 juni 1938) is een Amerikaans schrijfster van romans, novellen, verhalen, poëzie, essays en kinderboeken. Oates schrijft ook wel onder de pseudoniemen Rosamond Smith en Lauren Kelly.

## Leven
Oates groeide op in een eenvoudig katholiek gezin in het landelijke noordwesten van de staat New York. Ze studeerde Engels en filosofie aan de  Syracuse-universiteit te New York en aan de Universiteit van Wisconsin en verwierf in 1961 de titel ‘Master of Arts’. Daarna werkte ze als universitair docente in Detroit, Windsor en uiteindelijk aan de Princeton-universiteit (creatief schrijven).
Oates huwde tweemaal: de eerste keer met literatuurwetenschapper Raymond J. Smith en kort na diens dood in 2008 met de neurowetenschapper Charles Gross. Hij overleed in 2019. Ze heeft geen kinderen.
In 2019 kreeg ze voor haar oeuvre de Jeruzalemprijs.

## Werk
Oates begon reeds als kind intensief te schrijven en kreeg in 1959 haar eerste erkenning met het verhaal In the old world. Sindsdien publiceerde ze een omvangrijk oeuvre aan romans, novellen, verhalen, poëzie, essays en kinderboeken, van ongelijke kwaliteit. Met name haar vroege romans lijken vaak op dwangmatige therapeutische geschriften en vaak worden ze daarmee enigszins wijdlopig. Niettemin onthult ze op haar sterke momenten wezenlijke aspecten van haar mens-zijn doorheen de Amerikaanse cultus van oppervlakkigheid, onder meer in realistische, vaak horrorachtige geweldsbeschrijvingen, die ook gezien kunnen worden als een 'overcompensatie van haar fragiele figuur'. Een ander belangrijk thema in haar werk is de gecompliceerde verdeling van de macht in Amerika, met haar gesloten juridische en medische bolwerken.
Bekende werken van Oates zijn Them (1969, bekroond met de National Book Award), dat zich afspeelt in een getto in Detroit, het literair hoog aangeslagen Childworld (1976) en de fantastische roman Bellefleur (1980). Haar roman We Were the Mulvaneys (1996), over de desintegratie van een “perfecte” Amerikaanse familie na een verkrachting van de dochter, werd in 2001 een bestseller nadat het was geprezen in Oprah's Book Club. Blonde (2000) is een biografische roman over Marilyn Monroe.
Oates wordt het meest geprezen om haar proza. Haar toneelwerken en poëzie werden door de kritiek over het algemeen minder goed ontvangen. Haar werk werd meermaals onderscheiden, diverse van haar boeken werden ook verfilmd. Meerdere van haar werken werden in het Nederlands vertaald.

#### Romans
- With Shuddering Fall (1964)
- A Garden of Earthly Delights (1967)
- Expensive People (1968)
- them (1969)
- Wonderland (1971)
- Do with Me What You Will (1973); Nederlands: Doe met me wat je wilt
- The Assassins: A Book of Hours (1975)
- Childwold (1976)
- Son of the Morning (1978)
- Cybele (1979)
- Unholy Loves (1979)
- Bellefleur (1980)
- Angel of Light (1981)
- A Bloodsmoor Romance (1982)
- Mysteries of Winterthurn (1984)
- Solstice (1985)
- Marya: A Life (1986)
- You Must Remember This (1987)
- American Appetites (1989) ; Nederlands: Een Amerikaanse droom
- Because It Is Bitter, and Because It Is My Heart (1990)
- Foxfire: Confessions of a Girl Gang (1993)
- What I Lived For (1994)
- Zombie (1995)
- We Were the Mulvaneys (1996)
- Man Crazy (1997)
- My Heart Laid Bare (1998)
- Broke Heart Blues (1999)
- Blonde (2000)
- Middle Age: A Romance (2001)
- I'll Take You There (2002)
- The Tattooed Girl (2003)
- The Falls (2004)
- Missing Mom (2005)
- Black Girl/White Girl (2006)
- The Gravedigger's Daughter (2007)
- The Fair Maiden (2010)

#### Romans als „Rosamond Smith“
- Lives of the Twins (1987)
- Soul/Mate (1989)
- Nemesis (1990)
- Snake Eyes (1992)
- You Can't Catch Me (1995)
- Double Delight (1997)
- Starr Bright Will Be With you Soon (1999)
- The Barrens (2001)

#### Romans als „Lauren Kelly
- Take Me, Take Me With You (2003)
- The Stolen Heart (2005)
- Blood Mask (2006)

#### Novellen
- The Triumph of the Spider Monkey (1976)
- I Lock My Door Upon Myself (1990)
- The Rise of Life on Earth (1991)
- Black Water (1992); Nederlands: Zwart water
- First Love: A Gothic Tale (1996)
- Beasts (2002)
- Rape: A Love Story (2003)

#### Verhalenbundels
- By the North Gate (1963)
- Upon the Sweeping Flood And Other Stories (1966)
- The Wheel of Love And Other Stories (1970); Nederlands: Het rad van liefde
- Marriages and Infidelities (1972); Nederlands: Het onschendbare huwelijk en andere verhalen
- The Goddess and Other Women (1974)
- The Hungry Ghosts: Seven Allusive Comedies (1974)
- Where Are You Going, Where Have You Been?: Stories of Young America (1974)
- The Poisoned Kiss And Other Stories from the Portuguese (1975)
- The Seduction & Other Stories (1975)
- Crossing the Border: Fifteen Tales (1976)
- Night-Side (1977)
- All the Good People I've Left Behind (1979)
- A Sentimental Education: Stories (1980)
- Last Days: Stories (1984)
- Wild Saturday (1984)
- Raven's Wing: Stories (1986)
- The Assignation: Stories (1989)
- Oates In Exile (1990)
- Heat And Other Stories (1991)
- Where Is Here? (1992)
- Where Are You Going, Where Have You Been?: Selected Early Stories (1993)
- Haunted: Tales of the Grotesque (1994)
- Demon and other tales (1996)
- Will You Always Love Me? And Other Stories (1996)
- The Collector of Hearts: New Tales of the Grotesque (1998)
- Faithless: Tales of Transgression (2001)
- I Am No One You Know: Stories (2004)
- The Female of the Species: Tales of Mystery and Suspense (2006)
- High Lonesome: New & Selected Stories, 1966–2006 (2006)

#### Toneel
- Miracle Play (1974)
- Three Plays (1980)
- In Darkest America (1991)
- I Stand Before You Naked (1991)
- Twelve Plays (1991)
- The Perfectionist and Other Plays (1995)
- New Plays (1998)
- Dr. Magic: Six One Act Plays (2004)

#### Essays
- The Edge of Impossibility: Tragic Forms in Literature (1972)
- The Hostile Sun: The Poetry of D.H. Lawrence (1974)
- New Heaven, New Earth: The Visionary Experience in Literature (1974)
- Contraries: Essays (1981)
- The Profane Art: Essays & Reviews (1983)
- On Boxing (1987)
- (Woman) Writer: Occasions and Opportunities (1988)
- George Bellows: American Artist (1995)
- Where I've Been, And Where I'm Going: Essays, Reviews, and Prose (1999)
- The Faith of A Writer: Life, Craft, Art (2003)
- Uncensored: Views & (Re)views (2005)
- Joyce Carol Oates: Conversations 1970–2006 (interviews, 2006)

#### Gedichten
- Anonymous Sins & Other Poems (1969)
- Love and Its Derangements (1970)
- Angel Fire (1973)
- The Fabulous Beasts (1975)
- Women Whose Lives Are Food, Men Whose Lives Are Money (1978)
- Invisible Woman: New and Selected Poems, 1970–1982 (1982)
- The Time Traveler (1989)
- Tenderness (1996)

#### Kinder- en jeugdboeken
- Come Meet Muffin! (1998)
- Big Mouth & Ugly Girl (2002) ; Nederlands: Grote mond, lelijk wijf
- Where Is Little Reynard? (2003)
- Small Avalanches and Other Stories (2003)
- Freaky Green Eyes (2003) ; Nederlands: Freaky groene ogen
- Sexy (2004); Nederlands: Sexy
- After the Wreck, I Picked Myself Up, Spread My Wings, and Flew Away (2006)